# ATP Antwerpen 1987, парний розряд
1. ПЕРЕНАПРАВЛЕННЯ European Open 1987, парний розряд